# Pedro Antonio Cabral Filartiga
Pedro Antonio Cabral Filartiga (Itauguá, Paraguay, 6 de febrero de 1940 - Málaga, España, 3 de octubre de 1994)  es un ex-futbolista paraguayo. Jugaba de delantero y su primer club fue el 12 de Octubre de Itaugua y luego el Peñarol en Uruguay.

## Carrera
Comenzó su carrera en el 12 de Octubre de Itaugua y tras una breve pasantia por el Club Olimpia de Asunción va alUruguay en 1962 jugando para Peñarol. Jugó para el club hasta 1963. En ese año se fue a España para formar parte del Sevilla FC, en donde estuvo hasta 1967. En ese año se pasó al CD Málaga, en donde jugó hasta 1971. En ese año se pasó al RCD Espanyol, donde se retiró en 1972.

## Clubes
| Club          | País     | Año       |
| ------------- | -------- | --------- |
| 12 de octubre | Paraguay | 1960      |
| Olimpia       | Paraguay | 1961      |
| Peñarol       | Uruguay  | 1962-1963 |
| Sevilla FC    | España   | 1963-1967 |
| CD Málaga     | España   | 1967-1971 |
| RCD Espanyol  | España   | 1971-1972 |